# Oskar Sundqvist
Oskar Sundqvist (* 23. März 1994 in Boden) ist ein schwedischer Eishockeyspieler, der seit Juli 2023 wieder bei den St. Louis Blues aus der National Hockey League unter Vertrag steht. Zuvor war der Center in der NHL bereits für die Pittsburgh Penguins, Detroit Red Wings und Minnesota Wild aktiv, wobei er mit den St. Louis Blues in den Playoffs 2019 den Stanley Cup gewann.

## Karriere
Oskar Sundqvist spielte bis 2010 für seinen Heimatverein Bodens HF. Anschließend wechselte er in die Nachwuchsabteilung von Skellefteå AIK. Nach zwei Jahren im U18-Bereich wurde er beim NHL Entry Draft 2012 in der dritten Runde an 81. Stelle von den Pittsburgh Penguins ausgewählt. Sundqvist blieb zunächst in Schweden und absolvierte in der Saison 2012/13 seine ersten Profispiele in der Svenska Hockeyligan. Im nächsten Jahr gewann er mit Skellefteå AIK die schwedische Meisterschaft. Im Mai 2014 unterschrieb er einen Entry Level Contract bei den Pittsburgh Penguins, blieb aber auf Leihbasis noch ein Jahr in Skellefteå. Dort verpasste Sundqvist mit seiner Mannschaft nur knapp die Titelverteidigung, als die Mannschaft den Växjö Lakers in der Finalserie mit 2:4 unterlag. Da die Wilkes-Barre/Scranton Penguins noch in den Playoffs der American Hockey League aktiv waren, konnte Sundqvist noch ein Spiel für das Farmteam von Pittsburgh bestreiten.
Zur Saison 2015/16 wechselte er vollständig nach Nordamerika und spielte zunächst in der AHL. Im Februar 2016 wurde Sundqvist in den Kader der Pittsburgh Penguins berufen und spielte bis zum Ende der regulären Saison 18 Partien. Sein erstes Tor erzielte er am 2. April 2016 gegen die New York Islanders in Unterzahl. In den Stanley-Cup-Playoffs 2016 gehörte Sundqvist zum erweiterten NHL-Kader und kam zu zwei Einsätzen. Mit den anderen Spielern des erweiterten Kaders war er bei allen Spielen vor Ort und nahm nach dem Gewinn des Stanley Cups auch an der Siegesfeier auf dem Eis teil. Auf der Trophäe verewigt wurde er allerdings nicht. Gleiches galt für den Stanley-Cup-Sieg im Jahr darauf, bei dem der Schwede allerdings keine Playoff-Einsätze verbuchte.
Im Juni 2017 wurde Sundqvist samt einem Erstrunden-Wahlrecht für den NHL Entry Draft 2017 an die St. Louis Blues abgegeben, die im Gegenzug Ryan Reaves und ein Zweitrunden-Wahlrecht für den gleichen Draft nach Pittsburgh schickten.
Mit den Blues gewann Sundqvist in den Playoffs 2019 den Stanley Cup. Anschließend erhielt er einen neuen Vierjahresvertrag in St. Louis, der ihm ein durchschnittliches Jahresgehalt von 2,75 Millionen US-Dollar einbringen soll. Nach fast fünf Jahren in St. Louis wurde der Schwede im März 2022 jedoch samt Jake Walman und einem Zweitrunden-Wahlrecht im NHL Entry Draft 2023 an die Detroit Red Wings abgegeben, während die Blues Nick Leddy und Luke Witkowski erhielten. Sundqvist verbrachte bei den Red Wings über zwei Spielzeiten hinweg genau ein Jahr bei den Red Wings, da er bereits im März 2023 erneut Teil eines Transfergeschäfts wurde, als er im Tausch für ein Viertrunden-Wahlrecht im NHL Entry Draft 2023 zu den Minnesota Wild transferiert wurde. Nach Saisonende kehrte er dann als Free Agent im Juli 2023 zu den St. Louis Blues zurück.

### International
Sundqvist spielte bei der U20-Junioren-Weltmeisterschaft 2014 für die schwedische Nationalmannschaft und gewann die Silbermedaille. Bei der Euro Hockey Tour 2014/15 absolvierte er seine ersten beiden Länderspiele im Seniorenbereich.

## Erfolge und Auszeichnungen
- 2014 Silbermedaille bei der U20-Junioren-Weltmeisterschaft
- 2014 Schwedischer Meister mit Skellefteå AIK
- 2019 Stanley-Cup-Gewinn mit den St. Louis Blues

## Karrierestatistik
Stand: Ende der Saison 2024/25

### International
Vertrat Schweden bei:
- U20-Junioren-Weltmeisterschaft 2014

(Legende zur Spielerstatistik: Sp oder GP = absolvierte Spiele; T oder G = erzielte Tore; V oder A = erzielte Assists; Pkt oder Pts = erzielte Scorerpunkte; SM oder PIM = erhaltene Strafminuten; +/− = Plus/Minus-Bilanz; PP = erzielte Überzahltore; SH = erzielte Unterzahltore; GW = erzielte Siegtore; 1 Play-downs/Relegation; Kursiv: Statistik nicht vollständig)